# 讷维尔苏蒙特勒伊
讷维尔苏蒙特勒伊（法語：Neuville-sous-Montreuil，法語發音：[nøvil su mɔ̃tʁœj]，意为“蒙特勒伊下方的讷维尔”）是法国上法蘭西大區加来海峡省的一个市镇，属于蒙特勒伊区。

## 地理
讷维尔苏蒙特勒伊（50°28'30"N, 1°46'32"E）面积8.82 平方千米，位于法国上法蘭西大區加来海峡省，该省份为法国北部沿海省份，西北濒北海，南至索姆省，东临北部省。
与讷维尔苏蒙特勒伊接壤的市镇（或旧市镇、城区）包括：埃斯特雷勒、滨海蒙特勒伊、艾克斯昂伊萨尔、阿坦、埃斯特雷、拉马德莱娜-苏蒙特勒伊、马朗、康什河畔马尔勒。
讷维尔苏蒙特勒伊的时区为UTC+01:00、UTC+02:00（夏令时）。

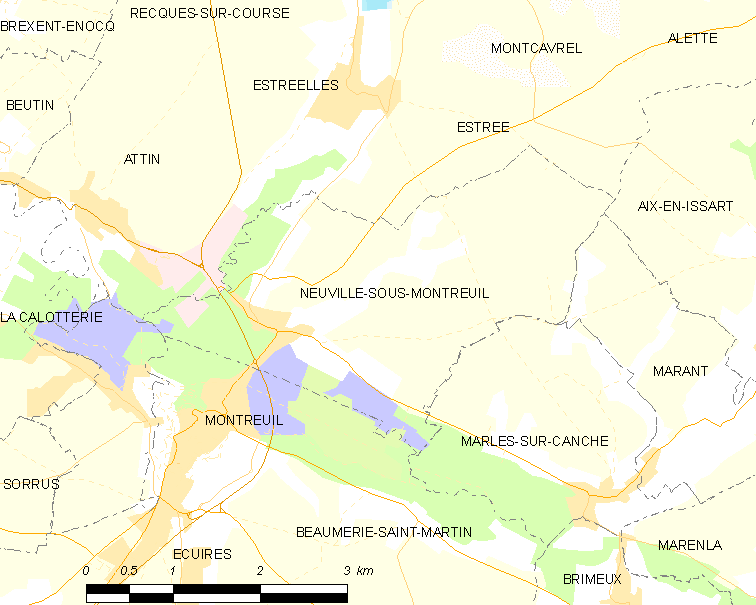
讷维尔苏蒙特勒伊的OSM定位图

## 行政
讷维尔苏蒙特勒伊的邮政编码为62170，INSEE市镇编码为62610。

## 政治
讷维尔苏蒙特勒伊所属的省级选区为贝尔克县。

## 人口

1962-2008年间讷维尔苏蒙特勒伊人口变化图示

讷维尔苏蒙特勒伊于2022年1月1日时的人口数量为633人。